# Aethiopia lineolata
Aethiopia lineolata là một loài bọ cánh cứng trong họ Cerambycidae.